# Zbór Kościoła Adwentystów Dnia Siódmego w Stalowej Woli
Zbór Kościoła Adwentystów Dnia Siódmego w Stalowej Woli – zbór adwentystyczny w Stalowej Woli, należący do okręgu wschodniego diecezji południowej Kościoła Adwentystów Dnia Siódmego w RP.
Stalowowolski zbór adwentystyczny został założony w 2002 r.
Pastorem zboru jest kazn. Wiesław Szkopiński. Nabożeństwa odbywają się w sali wynajętej w domu handlowym „Jubilat” przy ul. Ofiar Katynia, każdej soboty o godz. 9.30.